# Saison 4 de New York, section criminelle
Chronologie
Saison 3 Saison 5
Cet article présente la quatrième saison de la série policière New York, section criminelle.

## Synopsis de la saison
Cette série met en scène une unité d'élite chargée d'enquêter sur des meurtres extrêmement violents en cernant la psychologie des meurtriers.

## Distribution
- Vincent D'Onofrio : inspecteur Robert Goren
- Kathryn Erbe : inspecteur Alexandra Eames
- Jamey Sheridan : capitaine James Deakins
- Courtney B. Vance : substitut du procureur Ron Carver

## Liste des épisodes

### Épisode 1:Meurtre par suicide
- États-Unis : 26 septembre 2004 sur NBC
- France : 16 avril 2005 sur TF1

- Stuart Burney (Mort Weisinger)
- Cherelle Cargill (Auditeur)
- Donald Corren (Dr Nouriyani)
- Ken Dashow (Pete)
- James Michael Farrell (Inspecteur Crenna)
- Lev Gorn (Gregorian)
- Brian Haley (en) (Barry Carlson)
- Michael Hayward-Jones (Ruben Bendis)
- J.C. MacKenzie (Lenny)
- T.J. Meyers (Employé du Ferry)
- Tatum O'Neal (Kelly Garnett)
- Michael Sackler-Berner (L'homme de la radio)
- Fisher Stevens (Ray Garnett)
- Francie Swift (Nelda Carlson)
- Nina Zavarin (Lusa Gregorian)

### Épisode 2:La Mort vous va si bien
- États-Unis : 3 octobre 2004 sur NBC
- France : 23 avril 2005 sur TF1

- Rob Campbell (Daniel Heltman)
- James Ferazzi (Agent de la brigade canine Whitburn)
- Glenn Fitzgerald (Spencer Farnell)
- Bryan Hanna (Gary Sinclair)
- Caroline Lagerfelt (Hannah Heltman)
- Stanley Wayne Mathis (Ed)
- William McCauley (Dale Minor)
- Frank Moran (Eric)
- Raul A. Reyes (Agent Dean)
- Kristin Rohde (Doris Mitchell)
- John Roney (Inspecteur Dickson)
- Jim Tierney (Martin)
- Sam Tsoutsouvas (Gerhardt Heltman)
- Robert Turano (Inspecteur Banks)
- Jo Twiss (Mme Kelly)
- Carrie Yaeger (Maisie Renfrew)

### Épisode 3:Poupées vivantes
- États-Unis : 10 octobre 2004 sur NBC
- France : 16 avril 2005 sur TF1

- Mando Alvarado (Manny Feijo)
- Kenya Brome (Abina)
- Karla Cavalli (Kelly Jane)
- Kimberly Dilts (Jocelyn Gillespie)
- David Fonteno (Inspecteur Wanstedt)
- Peter Ganim (Andrei)
- Traci Godfrey (Inspecteur Mattes)
- Kevin Gray (Gilbert Hicks)
- Kristin Griffith (Mme Norman)
- Jenn Harris (Didi)
- Neil Patrick Harris (John Tagman)
- Ty Jones (Inspecteur Fecci)
- Beth Lein (Gretchen)
- Shannon McGinnis (Amanda Norman)
- Adam McLaughlin (Brian)
- Christine Meyers (Claire Massey)
- Steve Park (Dr Shimo)
- Rob Sedgwick (Mike)
- P.J. Sosko (Chocolate Cook)
- Lawrence Cameron Steele (Agent de la prison)
- Faina Vitebsky (Frankie)

### Épisode 4:Les Blessures du passé
- États-Unis : 17 octobre 2004 sur NBC
- France : 14 mai 2005 sur TF1

- Olivia d'Abo (Nicole Wallace)
- Bethe B. Austin (Lina)
- Spencer Scott Barros (Ian)
- Matt Fischel (Hershel)
- Elaine Hyman (Flora)
- Michelle Maryk (Inspecteur Demeo)
- Brian Nishii (Zach Thaler)
- Jay Patterson (Terrence Boyd)
- Richard Joseph Paul (Gavin Haynes)
- James Saito (M. Miyazaki)
- Lenise Soren (Janet)
- Greg Vaccarello (Garde)
- Glenn Wein (Yossi)
- Jade Wu (Kaoru Miyazaki)

### Épisode 5:Une rançon suspecte
- États-Unis : 24 octobre 2004 sur NBC
- France : 7 mai 2005 surTF1

- Krista Apple (Althea)
- Glynis Bell (Martha Maxwell)
- Ray Crisara (Agent de la brigade d'intervention Roberts)
- Richard DeDomenico (Otto Berkowitz)
- Tom Riis Farrell (Révérend Douglas Callaway)
- J. Teddy Garces (Jake)
- Rita Gardner (Eleanor Callaway)
- Samuel Ray Gates (Inspecteur Tamblyn)
- Ross Haines (Inspecteur Riascos)
- Mara Hobel (April Callaway)
- Michael Luggio (Larry Hastings)
- T.J. Mannix (Disciple)
- Eric Morace (M. Greeley)
- Steve Nuke (Claude Worrel)
- Linda Powell (Melle Ramone)
- Henry Stram (Wayne Callaway)
- Adam Way (Sven Eric)
- Frank Whaley (Mitch Godel)

### Épisode 6:Pièces détachées
- États-Unis : 31 octobre 2004 sur NBC
- France : 30 avril 2005 sur TF1

- Rutanya Alda (Rose Cahill)
- Andrew Benator (Dr Butler)
- Sandy Binion (Marie Barker)
- Angel Caban (Taylor)
- Amelia Campbell (Vicki Hale)
- Michael Dalby (Sergent O'Malley)
- Rosemary DeAngelis (Mélanie)
- James DeMarse (Dr May)
- Richard Gnolfo (Agent de police)
- Russell G. Jones (Gil)
- Jon Krupp (Paul French)
- Paul Lazar (Donald)
- David Lenthall (Charlie)
- Geoffrey Lewis (Butch Perkins)
- Matthew Maher (en) (Bo)
- Marko  (Dave)
- David McDonald  (Dr Whitburn)
- Nadine Mozon (Chesley Duncan)
- Devin Ratray (Kenny Miles)
- Martin Rayner (Révérend Dowland)
- Jennifer Shirley (Lucia)
- Bruce Smolanoff (Alan Richardson)
- L.B. Williams (Bill)

### Épisode 7:Perfection maternelle
- États-Unis : 7 novembre 2004 sur NBC
- France : 25 juin 2005 sur TF1

- Mueen Jahan Ahmad (Aziz)
- Nick Basta (Agent Kenyon)
- Khan Baykal (Travis)
- Pamela Burrell (Leanne Colson)
- Matthieu Chatelain (Théo Whitlock)
- Olivier Chatelain (Théo Whitlock
- Ross Gibby (Milner)
- Peggy Gormley (Juge Colby)
- Nina Hellman (L'infirmière Rodriguez)
- Maximiliano Hernandez (Nunez)
- Albert Jones (Inspecteur Terrell)
- Kenneth Kimmins (Bob Reedy)
- C.S. Lee (Inspecteur Choi)
- James Ludwig (Tim Keller)
- Kyle Maruca (Peter Whitlock)
- Luke Maruca (Peter Whitlock)
- Jack Metzger (Billy Whitlock)
- Arian Moayed (Samil Al-Bana)
- Atosa Navi (L'épouse d'Al-Banna)
- Carrie Preston (Doreen Whitlock)
- Sam Robards (Paul Whitlock)
- Dana Vance (Dr Amanda Ritter)
- Sebastian Vignone (Adam Whitlock)

### Épisode 8:Gentleman cambrioleur
- États-Unis : 14 novembre 2004 sur NBC
- France : 23 avril 2005 sur TF1

- Nick Corley (Paul)
- Beth Dixon (Mme Kenderson)
- Joe Fellman (Expert)
- Pamela J. Gray (Rebekah Todman)
- David Harbour (Wesley Kenderson)
- Robin Haynes (M. Gillespie)
- Joe Holt (Inspecteur Boswell)
- Brian Hutchison (Inspecteur Bruno)
- Beth Leavel (La mère)
- Daniel Manche (Ronny)
- Bruce Norris (Victor Burke)
- Tara V. Perry (Gwen)
- Ean Sheehy (David)
- Callie Thorne (Sheila Bradley)
- Tom Titone (Bart)
- Jordan Wolfe (Jonny)

### Épisode 9:Science mortelle
- États-Unis : 21 novembre 2004 sur NBC
- France : 18 juin 2005 sur TF1

- Stephen Axelrod (Walsh)
- Ann Dowd (Laurie Manotti)
- Pamela Dunlap (Prudence Sands)
- Rebecca Eichenberger (Ann Tovack)
- Danai Gurira (Maria Rosa Rumbiozai)
- Allen Hidalgo (Alberto Fama)
- Ellen Lancaster (Jean Marie Neminger)
- Lanie MacEwan (Lena)
- Aasif Mandvi (Sateesh Choudery)
- Anya Migdal (Mona Manotti)
- Austin Pendleton (Dr John Manotti)
- Steve Routman (Dr Carl Neminger)
- Scarlett Sperduto (Emma Neminger)
- Ian Stuart (Professeur Harris)
- Marla Sucharetza (Joanna Manotti)

### Épisode 10:Le Secret de la tour
- États-Unis : 2 janvier 2005 sur NBC
- France : 21 mai 2005 sur TF1

- Jordan Clarke  (Bernie Moreno)
- Adam Goldberg (Victor Gerros)
- Kevin Henderson (Otto)
- Kathleen Robertson (Darla Pearson)
- Cooper Hudson (Inspecteur Rosemont)
- Ken Krugman (Jay Peerson)
- A. D. Miles (en) (Zach)
- Garry Pastore (Inspecteur Brown)
- Hardy Rawls (M. Frank)
- Amy Redford (Maureen Garros)
- Gerardo Rodriguez (Ruiz)
- Daniel Stewart Sherman (Bob)
- Jack Vignone (Jeremy Martz)
- Duffy Ward (Inspecteur Langford)

### Épisode 11:Échec et Mat
- États-Unis : 9 janvier 2005 sur NBC

- Joe Bacino (Inspecteur Crouse)
- Jeff Biehl (Brad Wycliff)
- Elaine Bromka (Mme Miller)
- Robert Carradine (David Blum)
- Jason Flores (Miguel)
- Edward Furs (Sergei)
- Michael Greyeyes (Sonny Brightbill)
- Kathryn Grody (Lenore Wycliff)
- Gino Lucci (Wayne)
- Rizwan Manji (Santanu Singh)
- J. Salome Martinez (Roy)
- Lisa Masters (Wendy)
- Al Roffe (Morales)
- Hope Singsen (Rozlyn)
- Bill Tangradi (Inspecteur Zhuekie)
- Grant Varjas (Jared Wycliff)

### Épisode 12:Collections très privées
- États-Unis : 30 janvier 2005 sur NBC
- France : 21 mai 2005 sur TF1

- Amir Arison (Lt Sanjay)
- Che Ayende (Rashid)
- Shannon Burkett (Ronette)
- Allyn Burrows (Maître Milton Stronach)
- Brett Christensen (Carl Rosenman)
- Kim Director (Jocelyn Shapiro / Lori Purcell)
- Jordan Gelber (Arnold Pierce)
- Jamie Harrold (Dorian Cavanaugh)
- Phyllis Johnson (Iris Bradbury)
- Peter Kim (Parker Chun)
- Robert Gerard Larkin (Agent Olsen)
- William Jay Marshall (Willis)
- Brad Oscar (Mitch)
- Frank Rodriguez (Inspecteur Jo Kavier)
- Tracy Shayne (Lydia Grayson)
- Jeff Talbott (Lawrence)
- Lanette Ware (Sgt Flanders)
- Jerry Zellers (Harry Pierce)

### Épisode 13:Enfer carcéral
- États-Unis : 13 février 2005 sur NBC
- France : 4 juin 2005 sur TF1

- Arija Bareikis (Gina)
- S. Epatha Merkerson (Anita Van Buren)
- Alfredo Narciso (Hector de la Cruz)
- Chris Noth (Inspecteur Mike Logan)

### Épisode 14:Carnet fatal
- États-Unis : 20 février 2005 sur NBC
- France : 28 mai 2005 sur TF1

- Rosanna Arquette (Kay Connolly)
- Peter Bogdanovich (George Merritt)
- Gabriel Hernandez (Enrique)
- Catherine Hickland (Lila Parsons)
- Mason Roberts (Le journaliste)
- Matt Servitto (Jim Radcliff)

### Épisode 15:La Mort au menu
- États-Unis : 13 mars 2005 sur NBC
- France : 28 mai 2005 sur TF1

- Bruce Birns (Buddy Dorfman)
- Lisa Brescia (Gen
- Alex Burns (Joshua Mailer)
- Dan Daily (Inspecteur Wilkins)
- Moira Driscoll (Sally Moore)
- Monica Keena (Béatrice Onorato Mailer)
- Matt Landers (Dr Miller)
- Elizabeth Mathis (Naomi)
- Laith Nakli (Jesus)
- Susan Louise O'Connor (May)
- Daniel Oreskes (Duke Caldwell)
- Christopher Penn (Tommy Onorato)
- Stephanie Roth Haberle (Mme Caldwell)
- Seth Rudetsky (Eddie Dayton)
- Diana Sintich (Nina)
- Fiana Toibin (Helene White)
- Edmund Wilkinson (Freddy)
- Jeremy Xido (Boaz Hamin)

### Épisode 16:Le Bon Samaritain
- États-Unis : 20 mars 2005 sur NBC
- France : 11 juin 2005 sur TF1

- Carlo Alban (James Raphael)
- Constance Barron (Juge Feist)
- Denise Burse (Sarah Edgars)
- David W. Butler (Inspecteur Jaron)
- Luis Caballero (Jesse Aparicio)
- Gregg Edelman (Boyce Wainwright)
- Kate Goehring (Celise Wainwright)
- Kimberly Harris (Rosamon)
- Mercedes Herrero (Romero)
- Laiona Michelle (Dawnelle)
- Ron Orbach (Devon Gehry)
- Jana Robbins (La mère de Vanessa)
- Anthony Ruiz (M. Raphaël)
- James Saba (Dr Myers)
- Socorro Santiago (Mme Raphael)
- Debargo Sanyal (Médecin)
- Ty Keegan Simpkins (Jake Nikos)
- John Speredakos (Martin Nikos)
- Christine Toy Johnson (Dr Rhee)
- Karen Zippler (Vanessa)

### Épisode 17:Cauchemars à répétition
- États-Unis : 27 mars 2005 sur NBC
- France : 18 juin 2005 sur TF1

- Maggie Bofill (Inspecteur Meg Kelly)
- Lou Bonacki (Arthur Radford)
- Candy Buckley (Cheryl Durbin)
- Bronwen Coleman (Cassandra)
- Kevin Conway (Frank McNare)
- Brian Delate (Adam Alacano)
- Dennis Gagomiros (Paul Riddick)
- Zachary Knower (Sam Frolick)
- Anne Nahabedian (Talia Messner)
- MYolanda Ross (Regina Alcarese)
- Nancy Sirianni (Laura)
- Paul Sparks (Keith Durbin)
- Terri White (Melba)

### Épisode 18:L’Enfant de la famille
- États-Unis : 3 avril 2005 sur NBC
- France : 18 juin 2005 sur TF1

- Jean Arbeiter (Irene)
- Ray Demattis (Harry)
- Michael Hobbs (Dennis Coburn / Meisner)
- Gaby Hoffmann (Rachel Coburn/Burnett)
- Patrick Holder (Duane)
- Michael Jannetta (Inspecteur Gaidos)
- Melissa Leo (Maureen Curtis)
- Lizbeth Mackay (Camille Coburn / Burnett)
- Barbara Marineau (Betty)
- Bruce McCarty (Etting)
- Deirdre O'Connell (Nina Lipton)
- Lisa Romain (Agent Durst)
- Margaret Schenck (Greta)
- Daisy Seda (Dotty Marinko)
- John Shea (Trevor Lipton)
- Rick Sirianni (Darryl)

### Épisode 19:La Belle et la Bête
- États-Unis : 10 avril 2005 sur NBC
- France : 17 septembre 2005 sur TF1

- Stephen Barker Turner (Adam Higgins)
- James S. Bost (Irwin)
- John Braden  (Dr Braden)
- Cindy Cheung (Layla)
- Patricia Dalen (Cecilia)
- Nathan Dean (M. Belkin)
- Eva DeVirgilis (Marcia Cullen)
- Daniel Gonzalez (Louis)
- Carla Harting (Dr Amy Cantello)
- Elizabeth Hobgood (Lisa Vanton Ross)
- Richard Hoehler (Zifkin)
- Sanjiv Jhaveri (Dr Patel)
- Cullen O. Johnson (Mike Vanston)
- Joyce R. Korbin (Moira)
- Lianne Kressin (Migdalia)
- Katie MacNichol (Colleen Dexler)
- Lucy McMichael (Helen)
- Billy Merritt (Jack)
- Evan Neumann (Rudy)
- Bronson Pinchot (Dr Greg Ross)
- Dar Riser (Mauricio)
- Lucas Caleb Rooney (Matty Cullen)
- Karen Shallo (Carol Vanston)
- Cheryl Stern (Karen)
- Celia Weston (Joanne Dexler)
- Cornell Womack (Inspecteur Kahn)

### Épisode 20:Suicide: mode d'emploi
- États-Unis : 1er mai 2005 sur NBC
- France : 10 septembre 2005 sur TF1

- Jason Antoon (M. Smythe)
- Jeff Binder (Cyrus)
- Steve Brady (Dugan)
- Katie Corrado (Anna Ruggiero)
- Leslie Denniston (Donna Crawford)
- Tara Greenway (Valérie Skoller
- Arye Gross (Hubert Skoller)
- Darrell Hammond (Léonard Timmins)
- Paul Harman (Jack Harman)
- Ed Hodson (Abruzo)
- Patrick Husted (Frank Elverson)
- Stella Maeve (Sylvie Skoller)
- Ricardo Maldonado (Sammy)
- Redman Maxfield (Kessler)
- James Nardella (Nicholas Rozakis)
- Sam Rosen (Steve)
- Randy Ryan (Drew Esterhaus)
- Heather Alicia Simms (Rosella)
- Lynn-Marie Stetson (Eugénie Crawford)
- Alok Tewari (Dr Bachan)
- Cedric Turner (Clemente)
- Zach Wegner (Wes Richmond)

### Épisode 21:Tragique comédie
- États-Unis : 8 mai 2005 sur NBC
- France : 24 septembre 2005 sur TF1

- Jeff Hephner (Michael Pike)
- Pablo Schreiber (Ed Lang)
- Kat Foster (Kelly West)
- Jicky Schnee (Dana Candon)
- Jayne Houdyshell (Ruth Pear)
- William Prael (avocat de Kelly)
- Gio Perez (Diego)
- Ernest Mingione (Miller)
- David Dollase (Stefan Calos)
- Arthur Acuña (Johnny Santos)
- Joanie Ellen (Julie)

### Épisode 22:Mon meilleur ennemi
- États-Unis : 15 mai 2005 sur NBC
- France : 8 octobre 2005 sur TF1

- Jeb Brown (Altshuler)
- Almeria Campbell (Agent Shelby)
- Victor Cruz (Agent Vazquez)
- Vanessa Daniels (Liana Kazon)
- Edmund C. Davys (Lyden Cross)
- Amanda Duarte (Carla)
- Rick Gifford (Agent Petry)
- Lukas Hassel (Alvin)
- Roxanna Hope (Anya Czabo)
- Elizabeth Keifer (Marie Adair)
- James Lee (Walter Czabo)
- Luz Lor (Maling)
- Geri Payawal (Fortunata Lelisa)
- Eric Rath (Présentateur télé)
- John Riggins (Marty Leonidas)
- Michael Rispoli (Frank Adair)
- Jenna Stern (Janice Steiner)
- Jerry Walsh (Inspecteur Rachlif)
- Cezar Williams (Agent McLain)
- Christopher Wisner (Nathan)

### Épisode 23:La Chasse aux juges
- États-Unis : 22 mai 2005 sur NBC
- France : 22 octobre 2005 sur TF1

- David Andrews (Lloyd Wilkes)
- Jeremy Blackman (Eric Wilkes)
- Susan Angelo (Juge Barton)
- Terry Beaver (Juge Freeman)
- Seth Barrish (Will Barton)
- Ari Fliakos (Wade Brownfeld)
- MacIntyre Dixon (Franklin Traynor)
- Mark Kenneth Smaltz (Juge Roland Thibodeaux)
- Ed Vassallo (Scott Karsebaum)
- Clayton LeBouef (Detective Edmunds)
- Natalie Gold (Maya)